# Donora
Donora is een plaats (borough) in de Amerikaanse staat Pennsylvania, en valt bestuurlijk gezien onder Washington County.

## Demografie
Bij de volkstelling in 2000 werd het aantal inwoners vastgesteld op 5653. In 2006 is het aantal inwoners door het United States Census Bureau geschat op 5356, een daling van 297 (-5,3%).

## Geografie
Volgens het United States Census Bureau beslaat de plaats een oppervlakte van 5,3 km², waarvan 4,9 km² land en 0,4 km² water. Donora ligt op ongeveer 326 m boven zeeniveau.